# Rawya Ateya
Rawya Ateya, född 1926, död 1997, var en egyptisk politiker.
Hon blev 1957 Egyptens och Arabvärldens första kvinnliga parlamentsledamot. 